# Eutomus lecythus
Eutomus lecythus là một loài ruồi trong họ Asilidae. Eutomus lecythus được Walker miêu tả năm 1849.